# The Nine : 52 heures en enfer
The Nine : 52 heures en enfer ou The Nine (The Nine) est une série télévisée américaine en treize épisodes de 44 minutes, créée et produite par Alex Graves et Hank Steinberg dont sept épisodes ont été diffusés entre le 4 octobre et le 22 novembre 2006, puis deux épisodes les 1er et 8 août 2007 sur le réseau ABC. La série a été rediffusée sur The 101 Network de DirecTV incluant les quatre épisodes inédits durant l'été 2009.
En France, la série est diffusée depuis le 1er juillet 2007 sur France 2. En Suisse, la série est diffusée sur TSR1.

## Synopsis
Une veille de week-end férié ordinaire à Los Angeles, 15 heures, les personnes commencent à quitter leur travail, et parmi elles, certaines passent à la banque avant de rentrer chez elles. Mais à la Fidelity Republic Bank, un incident se produit : deux braqueurs sortent leurs revolvers, assomment le vigile, et annoncent « tout sera terminé dans cinq minutes » .
52 heures plus tard, le simple braquage semble s'être transformé en prise d'otage. Les forces spéciales de police donnent l'assaut, entrent dans la banque et y trouvent 11 personnes encore en vie, dont deux grièvement blessées.
Que s'est-il passé dans cette banque au cours de ces 52 heures ? Comment la situation a-t-elle pu tourner au bain de sang ? La police, la justice, la presse, et même l'une des otages devenue amnésique, tentent de le comprendre. Peu à peu, le puzzle se reconstitue.

## Distribution

### Acteurs principaux
- John Billingsley (VF : Daniel Lafourcade) : Egan Foote, client de la banque, employé de bureau, suicidaire
- Jessica Collins (VF : Marie Millet) : Lizzie Miller, cliente de la banque, assistante sociale, fiancée de Jeremy
- Timothy Daly (VF : Cyrille Monge) : Nick Cavanaugh, client de la banque, agent de police
- Dana Davis (VF : Fily Keita) : Felicia Jones, fille du directeur de la banque
- Camille Guaty (VF : Caroline Lallau) : Franny Rios, guichetière de la banque, sœur d'Eva
- Chi McBride (VF : Lionel Henry) : Malcolm Jones, directeur de la banque, père de Felicia
- Kim Raver (VF : Brigitte Berges) : Kathryn Hale, cliente de la banque, assistante du procureur
- Scott Wolf (VF : Cédric Dumond) : Jeremy Kates, client de la banque, fiancé de Lizzie
- Owain Yeoman (VF : Emmanuel Gradi) : Lucas Dalton, un des deux braqueurs

### Acteurs secondaires
- Lourdes Benedicto (VF : Barbara Delsol) : Eva Rios, guichetière de la banque, sœur de Franny
- Jeffrey Pierce (VF : Pascal Casanova) : Randall Reese, un des deux braqueurs
- Kim Staunton (VF : Maïk Darah) : Naomi Jones, femme de Malcolm et mère de Felicia
- Susan Sullivan (VF : Pascale Jacquemont) : Nancy Hale, cliente de la banque, mère de Kathryn
- Bonita Friedericy (VF : Nathalie Bleynie) : Mary Foote, femme d'Egan
- Zach Grenier (VF : Bernard Demory) : Sean McDermott
- Jamie McShane (VF : Vincent Violette) : Henry Vartak, policier chargé de l'enquête sur le braquage
- Tom Verica (VF : Pascal Germain) : Ed Nielson, patron et amant de Kathryn

## Épisodes
1. La Libération (Pilot)
2. Les Héros (Heroes Welcome)
3. L'Appel au secours (What's Your Emergency)
4. Les Frères (Brother's Keeper)
5. Eva (All about Eva)
6. L'Échange (Take Me Instead)
7. Les Parents (Outsiders)
8. La Mort de Tom (Turning Point)
9. La Fuite (You're Being Watched)
10. Le Complice (The inside man)
11. L'Homme de l'année (Man of the Year)
12. Les Pères (Legacy)
13. Les Aveux (Confessions)

## Commentaires
La série a été stoppée après seulement treize épisodes, notamment en raison d'un manque d'audience aux États-Unis.